# اسپرینگ میل (کنتاکی)
اسپرینگ میل (به انگلیسی: Spring Mill) شهری در ایالت کنتاکی کشور ایالات متحده آمریکا است که جمعیت آن در سرشماری سال ۲۰۱۰ میلادی، ۲۸۷ نفر بوده‌است.